# Regny
Regny é uma comuna francesa na região administrativa de Altos da França, no departamento de Aisne. Estende-se por uma área de 11,89 km². Em 2010 a comuna tinha 206 habitantes (densidade: 17,3 hab./km²).